# جواد وادوش
جواد وادوش (انگلیسی: Jawad Ouaddouch؛ زادهٔ ۴ اکتبر ۱۹۸۱) بازیکن فوتبال اهل مراکش است.
از باشگاه‌هایی که در آن بازی کرده‌است می‌توان به باشگاه فوتبال ارتش سلطنتی مراکش اشاره کرد.
وی همچنین در تیم ملی فوتبال مراکش بازی کرده‌است.